# Rosema vitula
Rosema vitula är en fjärilsart som beskrevs av Druce 1903. Rosema vitula ingår i släktet Rosema och familjen tandspinnare. Inga underarter finns listade.